# Instituto Nacional de Ecología y Cambio Climático
El  Instituto Nacional de Ecología, hoy Instituto Nacional de Ecología y Cambio Climático,  se creó en junio de 1991 como órgano desconcentrado de la Secretaría de Medio Ambiente y Recursos Naturales de México.
A fin de ordenar su quehacer, la labor del INECC se lleva a cabo siguiendo cuatro líneas de investigación o «agendas científicas»:
- Una “agenda verde” orientada a llevar a cabo investigaciones que aporten herramientas para el aprovechamiento sustentable de los recursos naturales.
- Una “agenda gris”vinculada a las tareas de control de la contaminación en los ámbitos locales, regionales y global. Y para aportar resultados del análisis que permitan diseñar políticas para prevenir la contaminación y para manejar de la mejor manera los materiales peligrosos.
- La “agenda socio-económica” está conformada por proyectos de investigación orientados a diseñar nuevos instrumentos económicos de política ambiental, desarrollar metodologías de evaluación económica del capital natural y de los servicios ambientales, y en general a establecer sistemas de contabilidad ambiental.
- Una agenda de investigación experimental y capacitación con un enfoque básicamente experimental hacia las tecnologías de control, seguimiento y caracterización de los contaminantes, de las sustancias y de los residuos en [aire], [agua] y [suelo]. Se relaciona también con la formación especializada de recursos humanos.

Estas agendas son atendidas por cuatro direcciones generales: 
- la Dirección General de Investigación en Ordenamiento Ecológico y Conservación de Ecosistemas (agenda verde);
- la Dirección General de Investigación en Contaminación Urbana y Regional (agenda gris);
- la Dirección General de Investigación en Economía y Política Ambiental (agenda socioeconómica); y
- la Dirección General de Centro Nacional de Investigación y Capacitación Ambiental (agenda de investigación experimental y capacitación).

Como institución, el INE pretende que su trabajo se base en:
1. Llevar a cabo investigaciones relacionadas con problemas ambientales prioritarios
2. Fomentar proyectos de colaboración científica entre instituciones académicas,
3. Divulgar los resultados alcanzados así como la información científica generada, y
4. Formar recursos técnicos y científicos de calidad.

En este sentido, el INE ha definido cuatro áreas claves para medir sus: 
1. La investigación ambiental,
2. La colaboración científica,
3. La formación de recursos humanos, y
4. La divulgación de los resultados obtenidos

## Presidentes
| Presidentes                  | Periodo     |
| ---------------------------- | ----------- |
| Sergio Reyes Luján           | 1992 - 1993 |
| Julia Carabias Lillo         | 1993 - 1994 |
| Gabriel Quadri de la Torre   | 1994 - 1997 |
| Enrique Provencio            | 1997 - 2000 |
| Exequiel Ezcurra             | 2001 - 2003 |
| Adrián Fernández Bremauntz   | 2003 - 2011 |
| Francisco Barnés Regueiro    | 2011 - 2012 |
| María Amparo Martínez Arroyo | 2013 - 2021 |